# 云南虫谷 (2018年电影)
《云南虫谷》，又名《鬼吹灯之云南虫谷》，改编自天下霸唱小说《鬼吹灯》系列小说，鬼吹燈系列电影之一。讲述胡八一、shirley杨和王胖子等人在云南虫谷一带古滇国献王墓中寻找雮尘珠的故事。由非行任导演，蔡珩、顾璇、于恒、成泰燊、马浴柯、陈雨锶主演。本片於2018年12月29日在中国大陸公映。
2019年入围第10届中国电影金扫帚奖最令人失望影片，中国大陆评分网站豆瓣评分3.2分。